# ファイブ・デビルズ
『ファイブ・デビルズ』（仏: Les cinq diables）は、2022年のフランスのダーク・ファンタジー映画。監督はレア・ミシウス、出演はサリー・ドラメとアデル・エグザルホプロスなど。特異な嗅覚を持つ少女がにおいをきっかけに過去へタイムリープし、若き日の母親の秘密を知るさまを描いている。
2022年に開催された第75回カンヌ国際映画祭の監督週間部門で上映され、クィア・パルムに選出された。

## ストーリー
8歳の少女ヴィッキーは、特殊な能力をもっている。彼女は嗅覚が発達しており、どんな香りのものも当てることができ、それらを瓶に入れ丁寧にラベルを貼って集めている。異質な存在であるヴィッキーは学校でいじめにあっており、孤独な彼女は母親で水泳コーチのジョアンヌと非常に固い絆で結ばれ、ジョアンヌの香りも明確に記憶している。ジョアンヌと一緒にスポーツ施設内のプールで働いている友人ナディーンは、顔に火傷の痕があった。
ヴィッキーにはセネガル出身で消防士をしている父親のジミーがおり、彼には刑務所から出所したばかりの妹ジュリアがいる。ジミーはジュリアを自宅に引き取るが、ジョアンヌは歓迎しなかった。ヴィッキーはジュリアの香りも採集するが、そこから家族や村が抱えていた過去の秘密が浮かび上がってくる。
ヴィッキーの蘇らせた記憶は暗く陰惨なものだった。かつてジョアンヌとジュリアは惹かれ合い、愛が芽生えていた。しかし周囲から孤立していくジュリアは、次第に異常な行動を見せるようになる。そして、周囲との摩擦や誤解から追い詰められ、ジョアンヌたちが出場する新体操の発表会が行われていたスポーツ施設の敷地内にある木に放火してしまう。あっという間に建物に燃え広がり、中にいた彼女たちは逃げ惑う。ジョアンヌは辛くも脱出したが、友人のナディーンは逃げ遅れ、顔に火傷を負う羽目になる。

## キャスト
- ジョアンヌ: アデル・エグザルホプロス - 水泳コーチ。
- ヴィッキー: サリー・ドラメ - ジョアンヌの8歳の娘。
- ジュリア: スワラ・エマティ - ヴィッキーの叔母（父ジミーの妹）。
- ジミー: ムスタファ・ムベング - ヴィッキーの父。ジョアンヌの夫。セネガル出身。
- ナディーン: ダフネ・パタキア
- ジョアンヌの父: パトリック・ブシティ